# Paradubbelverhoogde afgeknotte dodecaëder
Een paradubbelverhoogde afgeknotte dodecaëder is in de meetkunde het johnson-lichaam J69. Deze ruimtelijke figuur kan worden geconstrueerd door twee vijfhoekige koepels J5 op twee tegenover elkaar liggende tienhoekige zijvlakken van een afgeknotte dodecaëder te plaatsen, dat is een archimedisch lichaam.  De verhoogde afgeknotte dodecaëder J68, de metadubbelverhoogde afgeknotte dodecaëder J70 en de drievoudig verhoogde afgeknotte dodecaëderworden J71 ook geconstrueerd door vijfhoekige koepels op een afgeknotte dodecaëder te plaatsen, maar die lichamen zijn anders. Het gaat daarbij om een, twee en drie vijfhoekige koepels.
- (en)  MathWorld. Parabiaugmented Truncated Dodecahedron.